# 洞房雙屍案

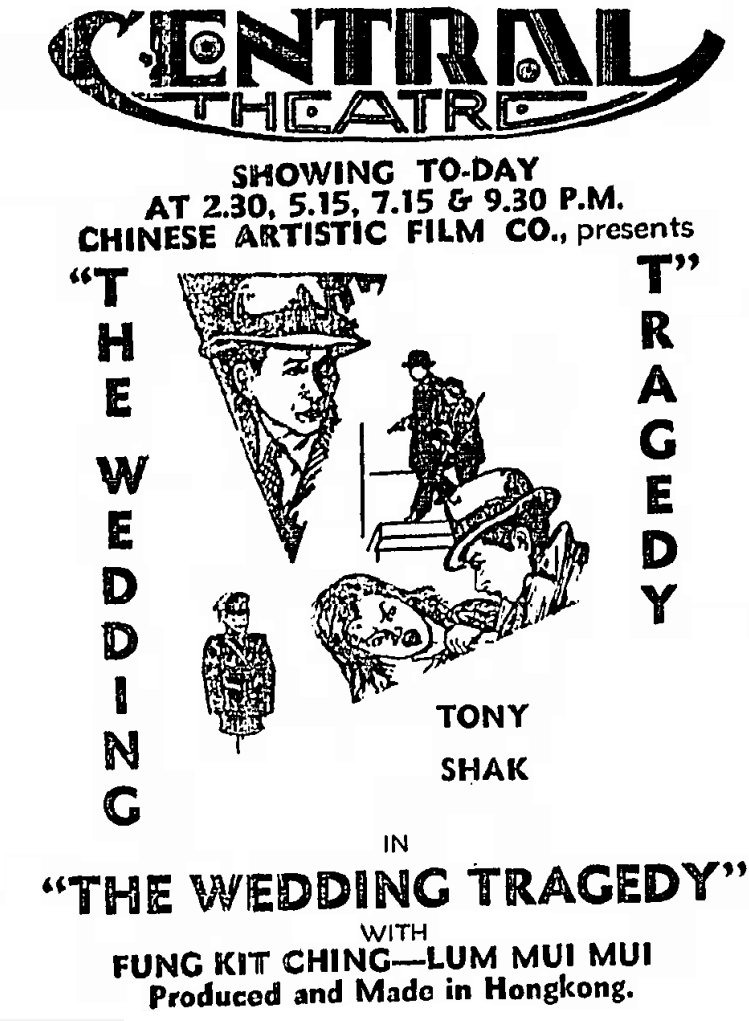
香港艷情偵探默片《洞房雙屍案（The Wedding Tragedy）》在香港公映之英文廣告（1934年3月29日，星期四）。

《洞房雙屍案》是廣州華藝影片公司（英語：Chinese Artistic Film Company）在1934年初期於香港九龍鑽石山『陳七花園』開設分廠所拍攝的第一齣黑白默片，電影取材自1932年，發生在九龍「麻埭花國」（油麻地紅燈區），居住在長沙街5號三樓的妓女陳金，因為妓女移情別戀，引致兇手醋海翻波，在廟街118號三樓之『醉月樓』酒樓，同時勒死她及其鴇母黎蘇的雙屍案新聞 。。

## 電影本事
一名足智多謀的少年偵探，原本與一名妓女相好，然而微薄的薪俸，實在難以滿足該名妓女的物欲需求，妓女遂下嫁一名年邁富翁為妾侍。然而，在他們洞房之夜，雙雙被人謀殺，搞出一單雙屍謀殺案。警察在妓女 的衣袋裡，搜出一封該名少年偵探寫給交妓女的恐嚇信，少年偵探遂成為嫌疑犯。一名售貨員知道該名少年偵探是被冤枉的，暗中協助追尋真正兇手，在過程中，他們墮入愛河，結成伴侶。

## 演員
- 飾演足智多謀的少年偵探
- 馮潔貞 飾演 見義勇為的售貨員
- 林妹妹 飾演 貪冒虛榮的妓女
- 楊君俠
- 胡兆清
- 陳純初
- 謝復興
- 王德

## 外景地點
- 九龍太子道聖德肋撒堂，拍攝謀殺案的地方[2]。

## 其它姊妹作品
- 廣州
  - 1933年公映默片《裂痕》，謝醒儂、馮潔貞主演；
  - 默片《前進》，王元龍主演；
- 香港分廠：
  - 1934年公映默片《苦海》，石友于、林妹妹、梁白非主演；
  - 1934年公映默片《婚後的問題》，石鐘山、馮潔貞、石友于主演。

## 外部連結
- 香港影庫上《洞房雙屍案》的資料（繁體中文）
- YouTube上的默片《洞房雙屍案》的本事